# Зарбдар
Зарбдар (узб. Zarbdor / Зарбдор) — город, центр Зарбдарского района Джизакской области Узбекистана. Статус Город типа — с 1990-х годов.

## География
Расположен при одноимённой железнодорожной станции (на линии Хаваст — Джизак).